# Scott Atlas

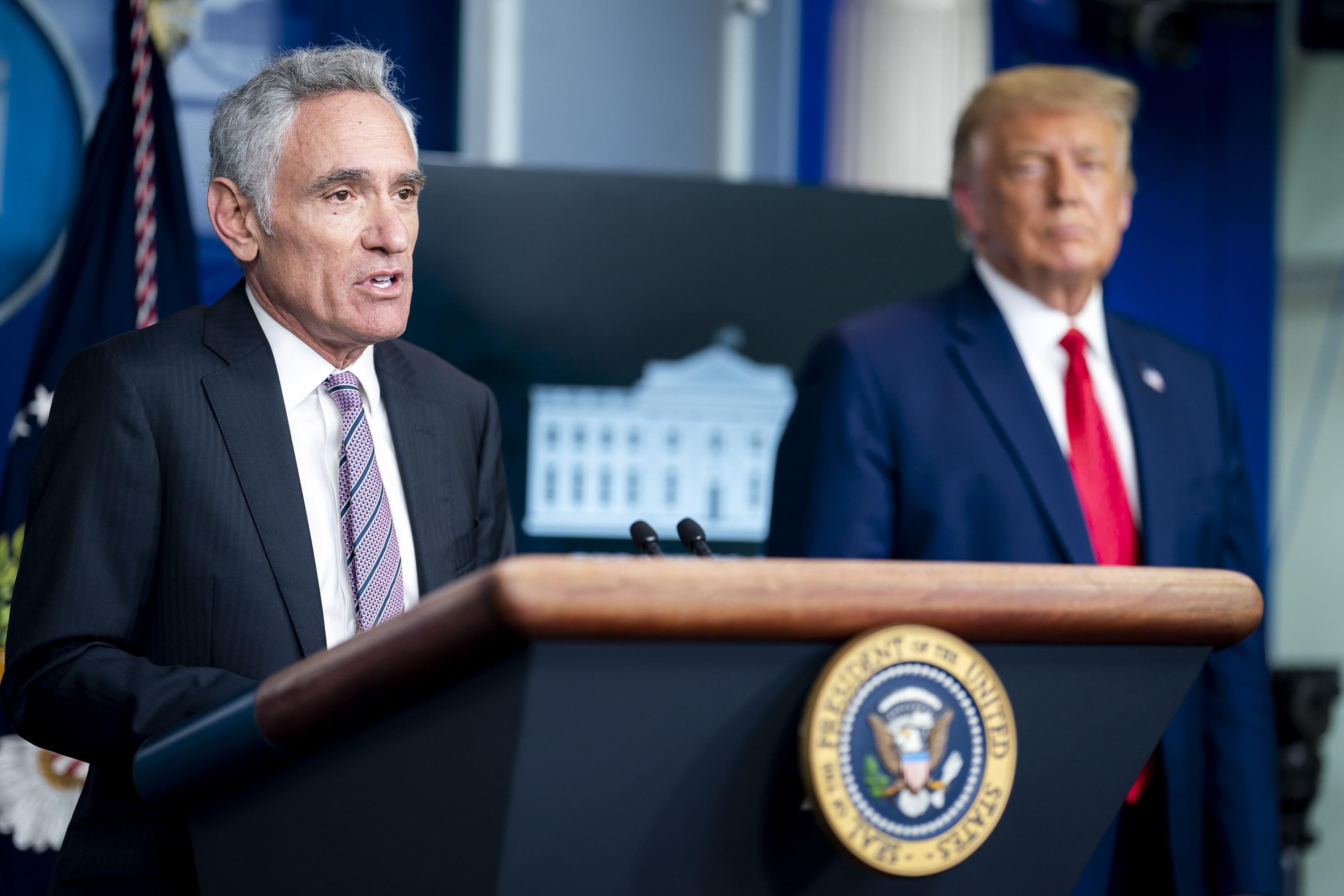
Scott Atlas (links) während einer Pressekonferenz des Weißen Hauses am 16. September 2020.

Scott W. Atlas (* 5. Juli 1955) ist ein US-amerikanischer Mediziner auf dem Feld der Neuroradiologie. Daneben hat er sich mit ökonomischen Fragen des Gesundheitssystems befasst. Von 1998 bis 2012 war er Professor und Chef der Neuroradiologie an der Stanford University. Atlas beriet die Präsidentschaftskampagnen der republikanischen Kandidaten Rudy Giuliani (2008) und Mitt Romney (2012) in Krankenversicherungsfragen.
Der amerikanische Präsident Donald Trump berief ihn im August 2020, etwa ein halbes Jahr nach dem Beginn der COVID-19-Pandemie in den Vereinigten Staaten, in seine Corona Task Force. Epidemiologen kritisierten seine Beiträge scharf. Atlas trat Ende November 2020 als Chef der Task Force zurück, als der Wahlsieg von Joe Biden und damit das Ende der Regierung Trump feststand.

## Medizinische Karriere
Scott Atlas studierte zunächst Biologie an der University of Illinois at Urbana-Champaign und erlangte dort den Grad eines Bachelors in Naturwissenschaften. Er studierte dann Medizin und erlangte den Titel eines Doktors der Medizin an der University of Chicago School of Medicine.
Atlas unterrichtete als Professor für Radiologie in Stanford und leitete von 1998 bis 2012 die Abteilung für Neuroradiologie am Stanford University Medical Center. Er ist seither Senior Fellow des konservativen Think Tank Hoover Institute.

## Politik
Während der republikanischen Vorwahlen zur Präsidentschaftswahl 2008 war er Berater des ehemaligen Bürgermeisters von New York Rudy Giuliani. Bei der Präsidentschaftswahl 2012 beriet er den republikanischen Präsidentschaftskandidaten Mitt Romney, dessen Gesundheitspolitik er noch 2007 kritisiert hatte.
Atlas gab nach dem Beginn der COVID-19-Pandemie in den Vereinigten Staaten dem Sender Fox News Interviews. Er sprach sich dabei für eine rasche Öffnung der Wirtschaft und von Schulen aus und behauptete, Kinder könnten sich nicht anstecken – Abstandsregeln und das Tragen von Gesichtsmasken wären bei Schülern überflüssig. Hierdurch wurden Jared Kushner und Donald Trump auf ihn aufmerksam. Im August 2020 wurde er als Mitglied der Corona Task Force des Weißen Hauses eingestellt. Er hat auch weniger Covid-Tests befürwortet.    Er widersprach damit den führenden Epidemieexperten der Regierung Anthony Fauci und Deborah Birx. Am 10. August 2020 wurde er auch der Öffentlichkeit bei einer Pressekonferenz als Mitglied der Task Force vorgestellt. Er stimmt mit den von Trump geäußerten Ansichten bezüglich COVID-19 überein. Durch tägliche Gespräche mit Trump erlangte er erheblichen Einfluss auf die Politik im Kampf gegen COVID-19. Er gehörte einer sich regelmäßig treffenden Gruppe im Weißen Haus an, die neben der Task Force tätig ist und der u. a. auch Jared Kushner, Stephen Miller und Deborah Birx angehören.
Im November 2020 rief er zu Widerstand im Hinblick auf neu erlassenen Corona-Schutzmaßnahmen in Michigan auf und twitterte: „Die einzige Möglichkeit, dass das endet, ist, wenn Menschen sich dagegen erheben.“ Daraufhin distanzierte sich die Stanford University öffentlich von Atlas und erklärte, dass seine „Ansichten unvereinbar“ seien mit denen der Universität und er nicht für die Stanford University oder die Hoover Institution spreche.

## Veröffentlichungen
Neben zahlreichen wissenschaftlichen Aufsätzen ist Scott Atlas Autor des in mehreren Auflagen erschienenen Lehrbuchs Magnetic Resonance Imaging of the Brain and Spine. Das Buch wurde in Mandarin, Spanisch und Portugiesisch übersetzt. Er verfasste das 2020 in zweiter Auflage erschienene Werk Restoring Quality Health Care: A Six Point Plan for Comprehensive Reform at Lower Cost und In Excellent Health: Setting the Record Straight on America’s Health Care System.